# Piedestal

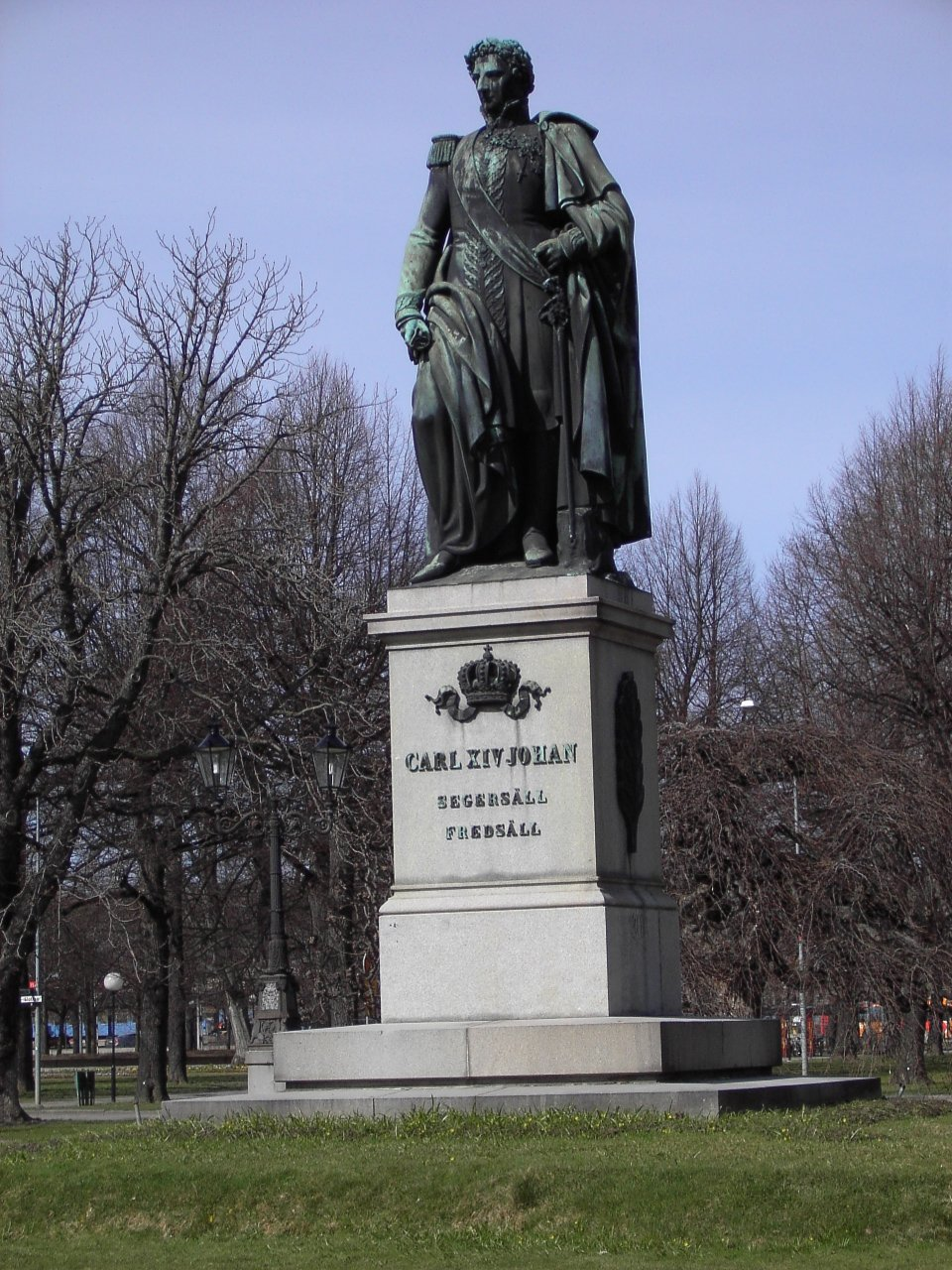
Karl XIV Johans staty, Norrköping, i helfigur stående på en piedestal

Piedestal (franska piédestal) avser i klassisk arkitektur sockeln som bär upp en enda kolonn eller en kolonnad. Termen kan även beteckna sockeln eller fotstället för en staty, byst, vas, armatur för belysning eller annan överbyggnad, liksom inomhusmöbeln med samma namn.
I överförd bemärkelse används ordet i uttrycket att sätta någon på en piedestal, vilket innebär att man – med rätta eller, oftare, på ett överdrivet vis – visar mycket stor aktning för någon. Ursprungligen kommer uttrycket från företeelsen pelarhelgon, men har fått en glidande betydelse.